# Neotephritis
Neotephritis es un género de insecto de la familia Tephritidae del orden Diptera.
Se encuentra en el Nuevo Mundo y Australia. Hay 13 especies. Las plantas huésped son en general de la familia Asteraceae.

## Especies
- Neotephritis aberrans Schiner, 1868
- Neotephritis bruesi (Bates, 1933)
- Neotephritis cancellata (Wulp, 1900)
- Neotephritis cinerea (Blanchard, 1852)
- Neotephritis finalis (Loew, 1862)
- Neotephritis mundelli (Lima, 1936)
- Neotephritis nigripilosa Hardy, 1980
- Neotephritis paludosae Hardy, 1980
- Neotephritis quadrata (Malloch, 1933)
- Neotephritis rava Foote, 1960
- Neotephritis semifusca (Wulp, 1900)
- Neotephritis staminea (Wulp, 1900)
- Neotephritis thaumasta (Hering, 1942)